# Adolfo Lagos Escalona
Adolfo Lagos Escalona (Madrid, 18 d'agost de 1907-Madrid, 13 de juny de 1980) va ser un polític espanyol.

## Biografia
Nascut en si d'una família de tradició catòlica i conservadora, no obstant això, militaria en els ambients polítics d'esquerra. Arribaria a afiliar-se al Partit Comunista d'Espanya (PCE). En la seva joventut va treballar a Madrid per a la companyia ferroviària MZA. Després de l'esclat de la Guerra civil es va unir a les forces republicanes, passant a formar part del comissariat polític de l'Exèrcit Popular de la República. Durant el transcurs de la contesa va arribar a exercir com a comissari de la 35a Brigada Mixta i de la 3a Divisió. Després del final de la contesa va marxar a l'exili, traslladant-se a la Unió Soviètica, on va contreure matrimoni amb Alicia Cabezas Pérez.
No tornaria a Espanya fins a 1976, després de la mort de Franco. Va morir a Madrid en 1980.